# Marta Kostjuk
Marta Olehivna Kostjuk, accreditata come Marta Kostyuk dalla WTA (in ucraino Марта Олегівна Костюк?; trasl. angl.: Marta Olehivna Kostyuk; Kiev, 28 giugno 2002), è una tennista ucraina.
Dopo un’eccellente carriera juniores in cui è stata numero 2 del mondo ed ha vinto l’Australian Open junior, è entrata tra i professionisti, aggiudicandosi un titolo WTA in singolare e due in doppio. In singolare, come miglior risultato nei tornei del Grande Slam ha disputato i quarti di finale all'Australian Open 2024, mentre in doppio si è spinta fino alla semifinale agli Australian Open 2023. Nell'agosto 2023 ha raggiunto la 32ª posizione della classifica mondiale del singolare, e in doppio vanta come best ranking la 27ª posizione.

## Carriera

### 2016: junior
Vince la trentaquattresima edizione del Les Petits As a Tarbes in Francia sia in singolare che in coppia insieme a Kamilla Bartone.

### 2017-2019: Inizi

#### 2017
A livello juniores ottiene ottimi risultati: nel 2017 vince l'Australian Open in singolare e lo US Open in doppio con la serba Olga Danilović. Nella classifica giovanile raggiunge la seconda posizione durante il 2017 come miglior risultato. Ottiene le prime vittorie nel circuito ITF nel 2017, nel mese di maggio conquista il suo primo titolo.

#### 2018: terzo turno agli Australian Open e top 150

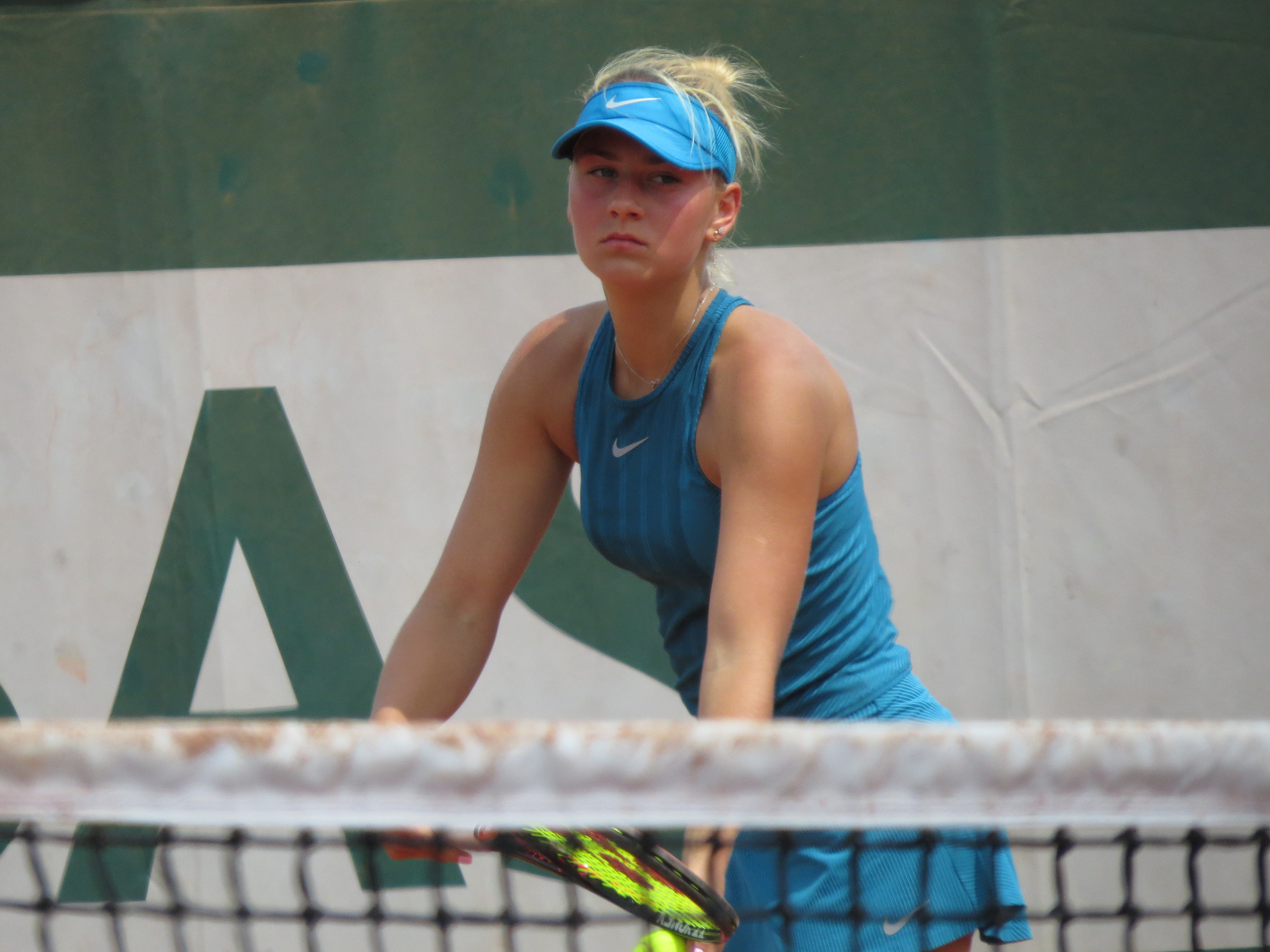
Marta Kostyuk nel 2018

L'anno successivo ottiene l'accesso alle qualificazioni degli Australian Open in quanto vincitrice del torneo juniores in carica. Riesce a sorpresa a vincere tre incontri di qualificazioni e ottiene, quindi, l'accesso al suo primo Slam in carriera, diventando contemporaneamente la prima tennista nata nel 2002 a giocare un incontro nei tornei del Grande Slam. All'esordio supera la testa di serie numero 25 Peng Shuai per 6-2 6-2, estromettendo nel turno seguente anche Olivia Rogowska per 6-3 7-5; viene poi fermata dalla connazionale e Top 5 Elina Svitolina, in due comodi parziali. Grazie a ciò, risale di 278 posizioni la classifica mondiale, passando dalla n° 521 alla n° 243. 
Si aggiudica il torneo ITF $ 60.000 di Burnie, avendo la meglio su Viktorija Golubic in finale per 6-4 6-3 e si issa alla 185ª posizione. Segue un'altra finale, stavolta a Zhuhai, dove cede in due parziali a Maryna Zanevs'ka. A caccia della terza finale consecutiva, viene sconfitta in semifinale da Anna Kalinskaja nel torneo ITF di Shenzhen. 
Supera le qualificazioni del torneo Premier di Stoccarda ed elimina Antonia Lottner, prima di cedere in tre set alla Top 10 Caroline Garcia nel secondo turno. A fine torneo entra per la prima volta nella Top 150, fermandosi al 134º posto. Non ha fortuna nelle qualificazioni di Praga, mentre esce di scena all'esordio a Madrid per mano di Lara Arruabarrena (3-6 6-4 2-6). Si presenta alle qualificazioni del Roland Garros, ma cede a Martina Trevisan. Non supera il primo turno a Bol e Maiorca, venendo sconfitta da Anna Karolína Schmiedlová e Lucie Šafářová. 
Prende parte a Wimbledon, ma viene eliminata al terzo turno di qualificazioni da Sara Sorribes Tormo. Seguono le sconfitte al primo turno nel torneo ITF $ 100.000 di Vancouver, nel secondo turno di qualificazione agli US Open e all'esordio a Tashkent.
Chiude l'anno all'interno della top 120.

#### 2019
Il 2019 non inizia bene per l'ucraina, che non accede al tabellone principale di Brisbane e agli Australian Open, perdendo così i punti del terzo turno dell'anno precedente. Viene, poi, sconfitta nel secondo turno del torneo ITF $ 60.000 di Burnie dalla cinese Wang Xiyu. Non fa meglio a Launceston. 
Ritorna in campo a fine aprile a Chiasso (ITF $ 25.000), raggiunge la semifinale con qualche difficoltà, dove viene estromessa in rimonta da Jaqueline Cristian. Scesa fino alla 292ª posizione, accede al main draw di Madrid, ma perde contro Kristýna Plíšková. A causa del ranking troppo basso, è costretta a disputare le qualificazioni per il torneo ITF $ 60.000 spagnolo de La Bisbal d'Emporada; ci riesce e raggiunge i quarti di finale, sconfitta da Xiyu Wang. Supera le qualificazioni nel torneo International di Strasburgo e si impone su Marie Benoît per 6-4 6-1 e Zheng Saisai per 6-3 6-1, per poi cedere in rimonta contro la numero ventiquattro del mondo, Caroline Garcia, per 6-3 3-6 2-6. Disputa la finale ITF $ 60.000 di Toruń, venendo sconfitta da Rebecca Šramková. Tuttavia, rientra nella top 200. 
La seconda parte della stagione, è caratterizzata da finale ITF $ 60.000 di Saint-Malo persa contro Varvara Gračëva e dalla semifinale a Valencia, dove viene fermata da Tamara Korpatsch.

### 2020: ingresso in top 100
Inizia l'anno con la sconfitta al terzo turno di qualificazione a Brisbane, dove cede a Ljudmila Samsonova. Viene eliminata, invece, al primo turno di qualificazione agli Australian Open da Natal'ja Vichljanceva. Successivamente, senza perdere un set, si aggiudica il torneo ITF $ 60.000 di Cairo, concedendo in finale ad Aliona Bolsova un solo game, mentre estromette Varvara Gračëva, Melanie Klaffner, Isabella Šinikova e Daria Snigur. Supera le qualificazioni per il torneo International di Lione, ma cede all'esordio nel tabellone principale ad Ysaline Bonaventure con un periodico 4-6.
A causa della Pandemia di COVID-19 del 2019-2021, il mondo del tennis viene bloccato e molti tornei vengono annullati o posticipati: il Torneo di Wimbledon non viene disputato per la prima volta dalle due Guerre Mondiali, mentre le Olimpiadi di Tokyo vengono posticipate al 2021. Per quanto riguarda i ranking e i record, vengono congelati al 9 marzo. 
Scende in campo a Palermo, perdendo nelle qualificazioni. Accede al tabellone principale di Praga, dove viene rimontata da Camila Giorgi con il punteggio di 6-4 2-6 6(4)–7. Disputa gli US Open, senza passare dalle qualificazioni per i molteplici forfait. Nei primi due turni supera agevolmente Dar'ja Kasatkina per 6-1 6-2 ed Anastasija Sevastova per 6-3 7-6, per poi cedere al terzo set alla futura campionessa e Top 10, Naomi Ōsaka. Salita alla posizione n° 119, prende parte al Roland Garros, dove supera con qualche problema le qualificazioni, prima di venire estromessa nel primo turno da Nao Hibino con un netto 4-6 0-6. 
Raggiunge la finale senza concedere un parziale alle avversarie nel torneo ITF $ 80.000 di Macon. Tuttavia, dopo aver rimesso il match in pari, in finale è costretta a ritirarsi in favore a Catherine Bellis sul punteggio di 4-6 7–6(4). Segue un'altra finale ITF $ 80.000, stavolta a Tyler, persa per mano di Ann Li (5-7 6-1 3-6). Nonostante ciò, entra per la prima volta nella Top 100, fermandosi alla posizione n° 97. Tornata in Europa, viene sconfitta nel primo turno dalla wildcard Vera Zvonarëva a Linz, mentre chiude l'anno con i quarti di finale nel torneo italiano ITF $ 25.000 di Selva Gardena, fermata da Lea Bošković.

### 2021: prima semifinale WTA, primi ottavi Slam e top 50
Nel torneo WTA 500 di Abu Dhabi, precedentemente noto come torneo di esibizione, mostra al meglio le sue doti tennistiche. Difatti, raggiunge la sua prima semifinale in un torneo WTA, grazie alle vittorie su: Lucie Hradecká (6-2 6-4), Hsieh Su-wei (6-3 6(4)-7 6-3), Tamara Zidansek (6-1 6-1) e Sara Sorribes Tormo (0-6 6-1 6-4). Nonostante ciò, la sua corsa viene interrotta da Veronika Kudermetova, che la estromette per 6(8)–7 4-6. A fine torneo, sale la classifica di 21 posizioni fermandosi alla numero 78, suo miglior piazzamento.
All’Open di Francia 2021 offre la sua migliore performance in uno Slam: al primo turno, estromette a sorpresa la campionessa del 2016 Garbiñe Muguruza per 6-1 6-4, poi la cinese Zheng Saisai per 6-3 6-4 e la russa Varvara Gračëva per 6-1 6-2, raggiungendo per la prima volta in carriera gli ottavi di finale in uno Slam. Qui trova la campionessa dell’anno precedente Iga Świątek, che vince per 6-3 6-4. In seguito partecipa a torneo di Wimbledon, dove estromette al primo turno l'ex numero 4 del mondo Kiki Bertens per 6-3 6-4. Al secondo turno, cede ad Anastasija Sevastova, con lo score di 6-1 4-6 3-6. Sul cemento americano, trova come miglior risultato il quarto di finale al WTA '250' di Chicago, dove si arrende a Varvara Gračëva in tre set. Chiude l'anno al Transylvania Open dove, da 6° testa di serie, elimina Bernarda Pera (6-3 6-4), Mona Barthel (doppio 6-4) e la recente campionessa degli US Open Emma Raducanu (6-2 6-1), cogliendo la seconda semifinale WTA del 2021. Nella circostanza, perde dalla padrona di casa Simona Halep, con il netto score di 0-6 1-6.
Termina l'anno al n°50 del mondo, suo best ranking.

### 2022: primo titolo WTA in doppio
Marta inizia l'anno al Melbourne Summer Set II perdendo al primo turno a Claire Liu. Ad Adelaide, vince su Shelby Rogers (6-3 6-4) prima di cedere a Coco Gauff. All'Australian Open, Kostjuk elimina Parry (6-1 7-6(2)) e la n°32 del seeding Sara Sorribes Tormo (7-6(5) 6-3), cogliendo il terzo turno dello slam oceanico per la seconda volta in carriera dopo quello raggiunto nel 2018 a 15 anni. Nella circostanza, si arrende alla top-ten Paula Badosa, con il punteggio di 2-6 7-5 4-6. Passa le qualificazioni sia a Dubai che a Doha, perdendo poi al primo turno in entrambi i casi. A Indian Wells batte Zanevs'ka per poi cedere ad Elise Mertens; anche a Miami si ferma al secondo turno contro la n°22 del seeding Belinda Bencic.
Sulla terra, esce di scena al secondo turno a Madrid contro Emma Raducanu. A Roma passa il tabellone cadetto per poi arrendersi alla lucky loser Brengle al primo round. A Strasburgo e Parigi non va oltre il primo turno. Sull'erba, raggiunge il terzo turno nel '500' di Eastbourne, imponendosi su Golubic e sulla n°15 del mondo Krejčíková (4-6 6-3 6-4); nei sedicesimi, perde dalla wild-card locale Harriet Dart. A Wimbledon, replica il secondo turno del 2022, dove viene eliminata da Shuai Zhang.
Sul cemento americano, passa le qualificazioni nel '1000' di Cincinnati grazie alle vittorie su Paolini e Fręch; al primo round, sconfigge Camila Giorgi (6-4 5-7 6-4) per poi cedere alla top-10 Jessica Pegula. Nel torneo di Granby, l'ucraina coglie la prima semifinale annuale battendo Zidanšek, Stakusic e Marino; non scende in campo per il match di semifinale contro Daria Saville a causa di un infortunio alla spalla. Allo US Open si arrende al secondo turno contro Azaranka. Chiude la stagione con due secondi turni a Tallinn e a Guadalajara.
Termina la stagione al n°70 del mondo, in peggioramento rispetto al 2021.
In doppio, assieme a Tereza Martincová, vince il suo primo titolo WTA a Portorose, battendo in finale Bucșa/Mihalíková in due parizali.

### 2023: primo titolo WTA ebest-rankingin singolare; prima semifinale Slam e secondo titolo WTA in doppio
Kostjuk inizia l'anno ad Adelaide: passa le qualificazioni battendo Bucșa e Sherif; nel tabellone principale, elimina Fourlis e la campionessa di Wimbledon in carica Rybakina (6(5)-7 6-2 6-3). Nei quarti, viene fermata dalla n°2 del mondo Ons Jabeur. All'Australian Open, replica il terzo turno del 2022, sconfiggendo Anisimova e Gadecki; nei sedicesimi, cede alla top-5 Pegula in due set. A Hua Hin, centra il secondo quarto di finale della stagione, dove perde da Bianca Andreescu.
Dopo due secondi turni ad Abu Dhabi e Dubai, prende parte al '250' di Austin, dove è l'ottava testa di serie: batte Gálfi e Brengle, accedendo ai quarti, dove si impone su Anna-Lena Friedsam. Nella prima semifinale WTA del 2023, prevale sull'ex finalista slam Danielle Collins (6-4 6-3), qualificandosi per la sua prima finale nel circuito maggiore. Nella circostanza, Marta sconfigge Varvara Gračëva con il punteggio di 6-3 7-5, conquistando il primo torneo WTA della carriera. Grazie al successo, l'ucraina raggiunge per la prima volta la top-40.
A seguito di due uscite premature a Indian Wells e Miami, inizia a Madrid la parte di stagione su terra: dopo il bye, viene subito sconfitta dalla colombiana Osorio. A Roma raggiunge il terzo turno, battuta da Badosa in due set. Al Roland Garros, si arrende al primo turno alla futura semifinalista Sabalenka (3-6 2-6). Sull'erba, il miglior risultato giunge a Wimbledon: all'esordio, si impone in rimonta sulla n°8 del mondo Maria Sakkarī (0-6 7-5 6-2), ottenendo in questo modo la sua prima vittoria su una top-10 in carriera; al secondo round, approfitta del ritiro di Paula Badosa dopo aver vinto il primo set, approdando al terzo turno, suo miglior risultato ai Championships; nella circostanza, cede il passo a Madison Keys, testa di serie n°25.
Sul cemento americano, raggiunge i quarti di finale nel '500' di Washington, battendo al secondo turno la top-10 Garcia (6-2 6-3); tra le ultime otto, viene eliminata dalla russa Samsonova; grazie al risultato, Kostjuk ritocca il suo best-ranking, issandosi fino alla 32ª posizione mondiale. Il resto dello swing nordamericano non regala particolari acuti all'ucraina, che inanella tre sconfitte consecutive al primo turno tra Montréal, Cincinnati e New York e trova il secondo turno a San Diego e Guadalajara.
Nella tournée asiatica, ottiene il terzo turno a Pechino, sconfiggendo ai sedicesimi la top-10 Ons Jabeur; la sua corsa si ferma contro la russa Samsonova, che la batte in tre set.
Kostjuk disputa un'ottima stagione anche nel doppio: all'Australian Open, in coppia con la rumena Ruse, raggiunge un'inattesa semifinale, battendo nel percorso le più quotate Melichar/Perez e Hunter/Mertens; nella sua prima semifinale slam, la coppia ucraino-romena viene sconfitta dalle future campionesse Barbora Krejčíková e Kateřina Siniaková con un duplice 2-6. Le due colgono poi un'altra semifinale prestigiosa nel '1000' di Madrid, eliminate da Gauff/Pegula. Sull'erba, assieme a Krejčíková, vince il suo primo titolo stagionale (e secondo in carriera) a Birmingham, sconfiggendo nell'ultimo atto Hunter/Parks con lo score di 6-2 7-6(7). Grazie agli ottimi risultati, riesce a ottenere il suo best-ranking l'8 maggio, alla 27ª posizione mondiale.

### 2024: primi quarti di finale Slam e prime finali in WTA '500'
Dopo i quarti ad Adelaide, Kostjuk prende parte agli Australian Open, dove elimina al primo turno Claire Liu (6-3 4-6 6-1) e poi in rimonta Elise Mertens, venticinquesima testa di serie, per 5-7 6-1 7-66, dopo quasi 3 ore di partita. In seguito, supera Elina Avanesjan (2-6 6-4 6-4), raggiungendo gli ottavi di finale a livello Slam per la seconda volta dopo l'Open di Francia 2021. Nel match di quarto turno, lascia tre giochi alla qualificata Timofeeva, accedendo così ai suoi primi quarti di finale a livello major, dove però viene fermata in tre set da Coco Gauff. Nei seguenti due tornei, Abu Dhabi e Dubai, si ritira.
Nel mese di marzo 2024 raggiunge la sua prima finale WTA 500 al San Diego Open, eliminando durante il percorso Ann Li (6-4 4-6 6-2), Taylah Preston (6-4 6-3), Anastasija Pavljučenkova (3-6 6-4 6-3) e la numero uno del seeding e cinque del mondo Jessica Pegula (7-64 6-1). Nell'ultimo atto affronta l'altra sorpresa del torneo Katie Boulter, contro la quale cede per 7-5 2-6 2-6. La settimana dopo, prende parte al torneo di Indian Wells: l'ucraina batte Hontama, le russe Pavljučenkova e Potapova e approfitta del walkover di Vondroušová, conquistando la sua prima semifinale di livello '1000' in carriera. Nella circostanza, si arrende nettamente alla n°1 del mondo Świątek, che poi vincerà il titolo. 
Sulla terra di Stoccarda, Kostjuk riesce a raggiungere la sua terza finale WTA in carriera, battendo l'ex campionessa del torneo Siegemund (6-3 6(4)-7 6-4) e poi tre top-10 di fila, Zheng (6-2 4-6 7-5), Gauff (3-6 6-4 7-6(6)) e Vondroušová (7-6(2) 6-2). Nella sua seconda finale di livello '500', Marta viene superata da Elena Rybakina con un duplice 2-6. Successivamente, non ottiene grandi risultati sul mattone tritato: esce all'esordio dopo il bye a Madrid e Roma mentre al Roland Garros batte la qualificata Pigossi per poi cedere a Donna Vekić.
In doppio, nuovamente con Elena-Gabriela Ruse, raggiunge la sua seconda semifinale slam al Roland Garros: nel percorso, sconfiggono due coppie accreditate come Bouzková/Sorribes Tormo e Fernandez/Routliffe. Nel penultimo atto, la coppia cede alle italiane Errani/Paolini con lo score di 6-1 4-6 1-6.

## Statistiche WTA

### Singolare

#### Vittorie (1)
| Legenda              |
| -------------------- |
| Grande Slam (0)      |
| Ori Olimpici (0)     |
| WTA Finals (0)       |
| WTA Elite Trophy (0) |
| Dal 2021             |
| WTA 1000 (0)         |
| WTA 500 (0)          |
| WTA 250 (1)          |

| N. | Data         | Torneo           | Superficie | Avversaria in finale | Punteggio |
| 1. | 5 marzo 2023 | ATX Open, Austin | Cemento    | Varvara Gračëva      | 6-3, 7-5  |

#### Sconfitte (2)
| Legenda              |
| -------------------- |
| Grande Slam (0)      |
| Argenti Olimpici (0) |
| WTA Finals (0)       |
| WTA Elite Trophy (0) |
| Dal 2021             |
| WTA 1000 (0)         |
| WTA 500 (2)          |
| WTA 250 (0)          |

| N. | Data           | Torneo                    | Superficie      | Avversaria in finale | Punteggio     |
| 1. | 3 marzo 2024   | San Diego Open, San Diego | Cemento         | Katie Boulter        | 7-5, 2-6, 2-6 |
| 2. | 21 aprile 2024 | Stuttgart Open, Stoccarda | Terra rossa (i) | Elena Rybakina       | 2-6, 2-6      |

### Doppio

#### Vittorie (2)
| Legenda              |
| -------------------- |
| Grande Slam (0)      |
| Ori Olimpici (0)     |
| WTA Finals (0)       |
| WTA Elite Trophy (0) |
| Dal 2021             |
| WTA 1000 (0)         |
| WTA 500 (0)          |
| WTA 250 (2)          |

| N. | Data              | Torneo                         | Superficie | Compagna           | Avversarie in finale             | Punteggio   |
| 1. | 18 settembre 2022 | Slovenia Open, Portorose       | Cemento    | Tereza Martincová  | Tereza Mihalíková Cristina Bucșa | 6-4, 6-0    |
| 2. | 25 giugno 2023    | Birmingham Classic, Birmingham | Erba       | Barbora Krejčíková | Storm Hunter Alycia Parks        | 6-2, 7-6(7) |

#### Sconfitte (1)
| Legenda              |
| -------------------- |
| Grande Slam (0)      |
| Argenti Olimpici (0) |
| WTA Finals (0)       |
| WTA Elite Trophy (0) |
| Dal 2021             |
| WTA 1000 (0)         |
| WTA 500 (0)          |
| WTA 250 (1)          |

| N. | Data            | Torneo                         | Superficie | Compagna         | Avversarie in finale       | Punteggio |
| 1. | 23 ottobre 2021 | Tenerife Ladies Open, Tenerife | Cemento    | Ljudmyla Kičenok | Ulrikke Eikeri Ellen Perez | 3-6, 3-6  |

## Circuito WTA 125

### Doppio

#### Vittorie (1)
| N. | Data             | Torneo                   | Superficie  | Compagna           | Avversarie in finale           | Punteggio |
| 1. | 17 dicembre 2022 | Open de Limoges, Limoges | Cemento (i) | Oksana Kalašnikova | Alicia Barnett Olivia Nicholls | 7-5, 6-1  |

## Statistiche ITF

### Singolare

#### Vittorie (3)
| Torneo $100.000 (0) |
| Torneo $80.000 (0)  |
| Torneo $60.000 (2)  |
| Torneo $25.000 (1)  |
| Torneo $15.000 (0)  |

| N. | Data             | Torneo                                  | Superficie  | Avversaria in finale | Punteggio |
| 1. | 13 maggio 2017   | Dunakeszi Open, Dunakeszi               | Terra rossa | Bernarda Pera        | 6-4, 6-3  |
| 2. | 3 febbraio 2018  | McDonald's Burnie International, Burnie | Cemento     | Viktorija Golubic    | 6-4, 6-3  |
| 3. | 23 febbraio 2020 | Zed Tennis Open, Il Cairo               | Cemento     | Aliona Bolsova       | 6-1, 6-0  |

#### Sconfitte (5)
| Torneo $100.000 (0) |
| Torneo $80.000 (2)  |
| Torneo $60.000 (3)  |
| Torneo $25.000 (0)  |
| Torneo $15.000 (0)  |

| N. | Data              | Torneo                                  | Superficie  | Avversaria in finale | Punteggio              |
| 1. | 11 marzo 2018     | Zhuhai Open, Zhuhai                     | Cemento     | Maryna Zanevs'ka     | 2-6, 4-6               |
| 2. | 9 giugno 2019     | Bella Cup, Toruń                        | Terra rossa | Rebecca Šramková     | 1-6, 2-6               |
| 3. | 22 settembre 2019 | Open GDF SUEZ de Bretagne, Saint-Malo   | Terra rossa | Varvara Gračëva      | 3-6, 2-6               |
| 4. | 25 ottobre 2020   | ButlerCars.com Tennis Classic, Macon    | Cemento     | Catherine Bellis     | 4-6, 7-6(4), 0-0, rit. |
| 5. | 1º novembre 2020  | Bellatorum Resources Pro Classic, Tyler | Cemento     | Ann Li               | 5-7, 6-1, 3-6          |

### Doppio

#### Vittorie (2)
| Torneo $100.000 (0) |
| Torneo $80.000 (0)  |
| Torneo $60.000 (1)  |
| Torneo $25.000 (1)  |
| Torneo $15.000 (0)  |

| N. | Data             | Torneo                               | Superficie  | Compagna          | Avversarie in finale          | Punteggio        |
| 1. | 27 aprile 2019   | ITF Women's Circuit Chiasso, Chiasso | Terra rossa | Cristina Bucșa    | Sharon Fichman Jaimee Fourlis | 6-1, 3-6, [10-7] |
| 2. | 22 febbraio 2020 | Zed Tennis Open, Il Cairo            | Cemento     | Kamilla Rachimova | Paula Kania Anastasyja Šošjna | 6-4, 6-2         |

## Risultati in progressione
| Sigla | Risultato               |
| ----- | ----------------------- |
| V     | Vincitore               |
| F     | Finalista               |
| SF    | Semifinalista           |
| O     | Oro olimpico            |
| A     | Argento olimpico        |
| SF    | Bronzo olimpico         |
| QF    | Quarti di Finale        |
| 4T    | Quarto turno            |
| 3T    | Terzo turno             |
| 2T    | Secondo turno           |
| 1T    | Primo turno             |
| RR    | Round Robin             |
| LQ    | Turno di qualificazione |
| A     | Assente                 |
| ND    | Non disputato           |

| Legenda superfici    |
| -------------------- |
| Cemento              |
| Terra battuta        |
| Erba                 |
| Superficie variabile |

### Singolare
Aggiornato a fine WTA Tour 2023
| Torneo                 | 2018            | 2019            | 2020          | 2021            | 2022            | 2023            | Titoli     | V–S        |
| ---------------------- | --------------- | --------------- | ------------- | --------------- | --------------- | --------------- | ---------- | ---------- |
| Tornei del Grande Slam |                 |                 |               |                 |                 |                 |            |            |
| Australian Open        | 3T              | Q3              | Q1            | 1T              | 3T              | 3T              | 0 / 4      | 6–4        |
| Open di Francia        | Q2              | A               | 1T            | 4T              | 1T              | 1T              | 0 / 4      | 3–4        |
| Wimbledon              | Q3              | Q1              | ND            | 2T              | 2T              | 3T              | 0 / 3      | 4–3        |
| US Open                | Q2              | A               | 3T            | 1T              | 2T              | 1T              | 0 / 4      | 3–4        |
| Vittorie-sconfitte     | 2–1             | 0–0             | 2–2           | 4–4             | 4–4             | 4–4             | 0 / 15     | 16–15      |
| Giochi olimpici        |                 |                 |               |                 |                 |                 |            |            |
| Giochi olimpici estivi | Non disputati   | Non disputati   | Non disputati | A               | Non disputati   | Non disputati   | 0 / 0      | 0–0        |
| Tornei di fine anno    |                 |                 |               |                 |                 |                 |            |            |
| WTA Finals             | Non qualificata | Non qualificata | ND            | Non qualificata | Non qualificata | Non qualificata | 0 / 0      | 0–0        |
| WTA Elite Trophy       | Non qualificata | Non qualificata | Non disputato | Non disputato   | Non disputato   | Non disputato   | 0 / 0      | 0–0        |
| WTA 1000               |                 |                 |               |                 |                 |                 |            |            |
| Doha / Dubai           | Assente         | Assente         | Assente       | Assente         | 1T              | 2T              | 0 / 2      | 1–2        |
| Indian Wells           | Assente         | Assente         | ND            | 2T              | 2T              | 1T              | 0 / 3      | 2–3        |
| Miami                  | Assente         | Assente         | ND            | 1T              | 2T              | 2T              | 0 / 3      | 1–3        |
| Madrid                 | 1T              | 1T              | ND            | Q2              | 2T              | 2T              | 0 / 4      | 2–4        |
| Roma                   | Assente         | Assente         | Assente       | 1T              | 1T              | 3T              | 0 / 3      | 2–3        |
| Montréal / Toronto     | Assente         | Assente         | ND            | Assente         | Assente         | 1T              | 0 / 1      | 0–1        |
| Cincinnati             | Assente         | Assente         | Assente       | Assente         | 2T              | 1T              | 0 / 2      | 1–2        |
| Wuhan                  | Assente         | Assente         | Non disputato | Non disputato   | Non disputato   | Non disputato   | 0 / 0      | 0–0        |
| Pechino                | Assente         | Assente         | Non disputato | Non disputato   | Non disputato   | 3T              | 0 / 1      | 2–1        |
| Carriera               |                 |                 |               |                 |                 |                 |            |            |
| Tornei giocati         | 5               | 3               | 5             | 16              | 19              | 23              | 71         | 71         |
| Titoli                 | 0               | 0               | 0             | 0               | 0               | 1               | 1          | 1          |
| Finali                 | 0               | 0               | 0             | 0               | 0               | 1               | 1          | 1          |
| Totale V–S             | 4–6             | 2–3             | 2–5           | 20–16           | 15–18           | 30–22           | 73–70      | 73–70      |
| Vittorie %             | 40%             | 40%             | 29%           | 56%             | 45%             | 58%             | 51.05%     | 51.05%     |
| Ranking di fine anno   | 118             | 155             | 98            | 50              | 69              | 39              | $3.194.819 | $3.194.819 |

Note
1. ↑  I tornei WTA 1000 erano precedentemente suddivisi in Premier Mandatory (Indian Wells, Miami, Madrid e Pechino) e in Premier 5 (Doha/Dubai, Roma, Montréal/Toronto, Cincinnati e Tokyo/Wuhan) dal 2009 al 2020.
2. ↑  Il Dubai Tennis Championships e il Qatar Ladies Open di Doha si scambiarono frequentemente lo status tra evento Premier ed evento Premier 5 dal 2009 al 2020 e tra evento 1000 ed evento 500 dal 2021.

## Grand Slam Junior

### Singolare

#### Vittorie (1)
| Tornei del Grande Slam  |
| ----------------------- |
| Australian Open (1)     |
| Open di Francia (0)     |
| Torneo di Wimbledon (0) |
| US Open (0)             |

| N. | Data            | Torneo                     | Superficie | Avversario in finale | Punteggio     |
| 1. | 28 gennaio 2017 | Australian Open, Melbourne | Cemento    | Rebeka Masarova      | 7-5, 1-6, 6-4 |

### Doppio

#### Vittorie (1)
| Tornei del Grande Slam  |
| Australian Open (0)     |
| Open di Francia (0)     |
| Torneo di Wimbledon (0) |
| US Open (1)             |

| N. | Data             | Torneo            | Superficie | Compagna       | Avversarie in finale   | Punteggio |
| 1. | 9 settembre 2017 | US Open, New York | Cemento    | Olga Danilović | Lea Bošković Wang Xiyu | 6-1, 7-5  |

## Vittorie contro giocatrici top 10
| Stagione | 2023 | 2024 | 2025 | Totale |
| -------- | ---- | ---- | ---- | ------ |
| Vittorie | 3    | 5    | 1    | 9      |

| #    | Giocatrice          | Ranking | Evento                      | Superficie      | Turno | Punteggio        | Rank. MKR |
| ---- | ------------------- | ------- | --------------------------- | --------------- | ----- | ---------------- | --------- |
| 2023 |                     |         |                             |                 |       |                  |           |
| 1.   | Maria Sakkarī (1)   | 8       | Torneo di Wimbledon, Londra | Erba            | 1T    | 0-6, 7-5, 6-2    | 36        |
| 2.   | Caroline Garcia     | 6       | Washington Open, Washington | Cemento         | 2T    | 6-2, 6-3         | 34        |
| 3.   | Ons Jabeur          | 7       | China Open, Pechino         | Cemento         | 2T    | 7-6(5), 6-1      | 44        |
| 2024 |                     |         |                             |                 |       |                  |           |
| 4.   | Jessica Pegula      | 5       | San Diego Open, San Diego   | Cemento         | SF    | 7-6(4), 6-1      | 34        |
| 5.   | Zheng Qinwen        | 7       | Stuttgart Open, Stoccarda   | Terra rossa (i) | 2T    | 6-2, 4-6, 7-5    | 27        |
| 6.   | Coco Gauff (1)      | 3       | Stuttgart Open, Stoccarda   | Terra rossa (i) | QF    | 3-6, 6-4, 7-6(6) | 27        |
| 7.   | Markéta Vondroušová | 8       | Stuttgart Open, Stoccarda   | Terra rossa (i) | SF    | 7-6(2), 6-2      | 27        |
| 8.   | Maria Sakkarī (2)   | 8       | Giochi Olimpici, Parigi     | Terra rossa     | 3T    | 4-6, 7-6(5), 6–4 | 19        |
| 2025 |                     |         |                             |                 |       |                  |           |
| 9.   | Coco Gauff (2)      | 3       | Qatar Ladies Open, Doha     | Cemento         | 2T    | 6-2, 7-5         | 21        |